# Gdynia Container Terminal
GCT - Gdynia Container Terminal – terminal kontenerowy zlokalizowany w Porcie Gdynia. Terminal powstał w roku 2005 gdy firma Hutchison Ports stała się właścicielem terenów postoczniowych o powierzchni 19,6 ha położonych przy Nabrzeżu Bułgarskim.
Właściciel terminala, Hutchison Ports, jest przedsiębiorstwem zarejestrowanym w Hongkongu, z chińskim kapitałem. W 2023 roku terminal odmówił zacumowania amerykańskiego okrętu wojennego MV Cape Ducato. W 2024 terminal został wpisany na listę infrastruktury krytycznej.
4 marca 2025 roku CK Hutchison Holdings poinformował o zamiarze sprzedaży 90% akcji 2 portów w Panamie jak i 80% akcji związanych z Hutchison, Hutchison Port Holdings i Hutchison Port Group Holdings Limited, który zarządza 43 portami w 23 krajach, w tym w Gdyni. Łączna kwota transakcji ma sięgnąć 22,8 mld USD. Nowymi właścicielami mają się stać amerykański BlackRock, szwajcarski Global Infrastructure Partners i włoski (zarejestrowany w Szwajcarii) Terminal Investment (właściciel armatora MSC).

## Dane terminala[9]
- Długość linii nabrzeża –  629 m (kontenerowe – 545 m; drobnicowe – 84 m)
- Głębokość nabrzeża – 11 m
- Ilość suwnic nabrzeżowych – 4 szt. (Dwie z sześciu zezłomowano w 2022 roku)
- Ilość suwnic placowych – 14 szt.
- Maksymalna roczna zdolność przeładunkowa – 636 tys. TEU
- Powierzchnia składowa – 10 732 TEU
- Powierzchnia całkowita terminala – 21 ha
- Ilość bocznic kolejowych – 2

### Przeładunki
| Rok  | Przeładunek kontenerów [TEU] |
| ---- | ---------------------------- |
| 2021 | 411 tys.                     |
| 2022 | 374 tys.                     |